# Michael White (Violinist)
Michael Walter White (* 24. Mai 1933 in Houston, Texas; † 6. Dezember 2016) war ein US-amerikanischer Violinist des Fusion- und Avantgarde Jazz. Er gilt als der erste Jazzgeiger, der sein Instrument in ein avantgardistisches Umfeld einbrachte.

## Leben und Wirken
White, der in Oakland (Kalifornien) aufwuchs, begann mit neun Jahren mit dem Geigenspiel. Er wurde 1965 als Mitglied des Quintetts von John Handy durch einen Auftritt beim Monterey Jazz Festival bekannt. White spielte jedoch schon zuvor mit Eric Dolphy, John Coltrane oder  Sun Ra. White blieb bis 1968 bei Handy und nahm mit ihm drei Platten auf. Dann gründete er mit Mike Nock, Ron McClure und Eddie Marshall die Rockjazz-Gruppe „The Fourth Way“, die auf dem Montreux Jazz Festival 1970 auftrat und bis 1971 bestand. Anschließend brachte White unter eigenem Namen sieben Alben auf Impulse und Elektra heraus und arbeitete mit Jerry Hahn, Pharoah Sanders, Sonny Simmons, Joe Henderson, McCoy Tyner und George Duke. 
Nach 1979 verloren sich seine Spuren, bis er dann überraschend 1994 mit dem Original-Quintett von Handy wieder auf Tournee ging. 1997 nahm White nach fast 20-jähriger Studioabsenz mit Bill Frisell das Duo-Album „Motion Picture“ auf. Zuletzt spielte er im Quintett mit seiner Ehefrau Leisei Chen (voc), Michael Howell (gt), Cecil McBee (b) und Kenneth Nash (perc) (CD „Voices“, 2006).
White unterrichtete an der „Cornish University for the Arts“ in Seattle.

## Diskographische Hinweise
- 1969: The Fourth Way: The Fourth Way (Capitol)
- 1970: The Fourth Way: Werwolf (Capitol)
- 1970: The Fourth Way: The Sun and Moon Have Come Together (Capitol)
- 1971: Spirit Dance (Impulse!), mit Norman Williams, Clifford Coulter, Bob King, Kenneth Jenkins,  Clarence Becton, Kenneth Nash, Marti McCall
- 1972: Pneuma (Impulse!)
- 1973: The Land of Spirit and Light (Impulse!)
- 1974: Father Music, Mother Dance (Impulse!)
- 1974: Go with the Flow (Impulse!)
- 1978: The X Factor (Elektra)
- 1979: White Night (Elektra)
- 1997: Motion Picture (mit Bill Frisell; Intuition)
- 2004: Voices (IZNIZ)